# Hymn Borussii Dortmund
Hymn Borussii Dortmund
Oficjalnym hymnem klubu piłkarskiego Borussia Dortmund jest piosenka "Wir halten fest und treu zusammen", do której słowa napisał Heinrich Kersten.
Została skomponowana w 1934 roku, na obchody 25-lecia działalności klubu. W oryginalnej wersji piosenka ma 4 zwrotki, jednakże tylko pierwsza zwrotka z refrenem są śpiewane na stadionie podczas meczów piłkarskich.

## Zmiany
Słowa Ball Heil Hurra, Borussia występujące w oryginalnej wersji piosenki zostały zmienione podczas prezydentury Gerda Niebauma ze względów politycznych na Hipp Hipp Hurra, Borussia!. W tym samym czasie do hymnu zostały dodane dwie nowe zwrotki. Jednakże w 2005 roku, podczas spotkania kibiców przywrócono starą wersję.

## Inne piosenki BVB
Bardziej popularna i łatwiejsza jest piosenka Heja BVB, napisana przez Karl-Heinza Bandosza w roku 1977. Jest ona śpiewana przed startem większości meczów domowych. Uznawana za drugi, nieoficjalny hymn BVB.
Drugą często pojawiającą się piosenką jest Olé, jetzt kommt der BVB, a wśród innych najpopularniejszych piosenek stadionowych kibiców Borussii można wymienić jeszcze Leuchte auf, Borussia oraz You’ll Never Walk Alone.